# Шугабейбс
„Шугабейбс“ е британска дамска поп група с членове Шивон Донъхи, Мутя Буена, Кийша Бюканън, Хайди Рейндж, Амел Бераба и Джейд Юън. Групата е включена в книгата на Световните рекорди на Гинес за група на 21. век. Имат издадени 8 студийни албума, два от които са номер 1 и 26 сингъла, шест от които са номер 1.

## История

### 1998 – 2001:Създаване и One Touch
Групата е създадена през 1998 година от мениджъра на „Ол Сейнтс“ Рон Том. Шивон Донъхи и Мутя Буена по това време са само на 13 години и първоначално започват като солови артисти, но после решават да пеят заедно. Мутя взима за последен член на групата приятелката си Кийша Бюканън. Подписват договор с „Лондон Рекърдс“.
През септември 2000 година издават дебютния си сингъл „Overload“ която се изкачва до 6-о място. През 2001 групата е номинирана за награда Бритс за песента „Overload“. През ноември издават дебютния си албум „One Touch“, който се изкачва на 26-о място класацията за албуми. Албумът се сдобива с общи продажби от 22 хиляди копия. Издадени са и още три сингъла „New Year“, „Run for Cover“ и „Soul Sound“. През август 2001 групата тръгва на промоционално турне в Япония, а по същото време Шивон напуска групата, а „Лондон Рекърдс“ им прекратява договора.

### 2002 – 2004:Angels with Dirty Faces и Three
След напускането на Шивон към групата се присъединява Хайди Рейндж (бивш член на Атомик Китън). Групата подписва договор с Айланд Рекърдс. През април 2002 г. издават сингъла „Freak Like Me“, който е кавър на Адина Хауърд и първият им номер 1 сингъл във Великобритания. През лятото на същата година издават сингъла „Round Round“, който е вторият им поред номер 1 хит. През същия месец издават втория си студиен албум „Angels with Dirty Faces“, който достига до второ място. През ноември същата година излиза двойният сингъл „Stronger“/„Angels with Dirty Faces“, който се изкачва до седмо място. Заглавната песен на албума е част от саундтрака на анимационния сериал на Cartoon Network „Реактивните момичета“. През март 2003 г. издават последния сингъл „Shape“, който се изкачва до 11-о място.
През октомври 2003 година издават сингъла „Hole in the Head“, който се превръща в третия им номер 1 хит във Великобритания. На 27 същия месец е издаден и третият студиен албум „Three“, който достига 3-та позиция. През декември издават втория сингъл от албума „Too Lost in You“, който се изкачва до 10-о място. Албумът съдържа също и 3 солови песни на всеки член на групата. През март 2004 излиза и третият сингъл от албума „In the Middle“, който се изкачва до осмо място. През лятото на същата година излиза и последният сингъл от албума „Caught in a Moment“, който също заема осмо място.

### 2005 – 2006:Three и Taller in More Ways и Overloaded: The Singles Collection
Групата се завръща през септември 2005 със сингъла „Push the Button“, който се превръща в четвъртия им номер едно хит във Великобритания. Песента има успех в Ирландия и много други държави. През октомври е издаден и четвъртият албум „Taller in More Ways“, който достига номер 1. През декември излиза и вторият сингъл от албума „Ugly“, който се изкачва до 3 позиция. В края на годината Мутя напуска групата, а на нейно място се присъединява Амел Бераба. През февруари 2006 албумът е преиздаден с вокалите на Бераба. През март същата година издават сингъла „Red Dress“, който се изкачва до 4 място. През юни излиза и последният сингъл от албума „Follow Me Home“, който се изкачва до 32 място.
През ноември 2006 излиза компилацията „Overloaded: The Singles Collection“ с най-добрите хитове на групата и достига 3 място във Великобритания. Албумът включа 2 нови песни една от тях е „Easy“, която се изкачва до 8. място.

### 2007 – 2008:Change и Catfights and Spotlights
През март 2007 заедно с Гърлс Алауд записват кавър версия на хита на Аеросмит „Walk This Way“, която се превръща в петия номер едно хит.
През септември 2007 издават сингъла „About You Now“, който се превръща в шестия номер едно хит във Великобритания. През октомври същата година излиза и петият студиен албум „Change“, който е вторият им албум номер едно. От същия албум излизат още два сингъла – заглавната „Change“ и „Denial“.
През октомври 2008 изават сингъла „Girls“, която се изкачва до трето място във Великобритания. През същия месец излиза и шестият студиен албум „Catfights and Spotlights“, който достига до осма позиция. В края на годината излиза последният сингъл от албума „No Can Do“, който се изкачва до 23 място.

### 2009 – 2010:Sweet 7
През август 2009 излиза сингъла „Get Sexy“, които достига до 2 позиция във Великобритания. През септември Кийша (последният оригинален член на групата) напуска, а на нейно място се присъединява Джейд Юън – победителка от песенния конкурс Евровизия 2009 Великобритания. През ноември излиза следващият сингъл „About a Girl“, който се изкачва до 8. място. През февруари излиза сингъла „Wear My Kiss“, която се изкачва до 7 място. През март излиза седмият и последен студиен албум „Sweet 7“, който достига до 14 позиция във Великобритания.
Малко след издаването на „Sweet 7“ бившият член на групата Мутя Буена подава молба до Европейския орган за търговски марки за собственост върху името на групата. В заявлението Буена настоява че „Шугабейбс са приключили“ без нито един оригинален член все още в групата. Година по-късно през август делото бива спечелено в нейна полза.
На 30 септември групата щеше да посети България по повод 15 години M-tel заедно с Енрике Иглесиас и Sonique, но поради ангажиментите на групата участието им беше отменено.

### 2011 – 2014:Потенциално завръщане и разпадане
На 5 юни 2011 г. след 10-годишен договор „Айланд Рекърдс“ прекратява договора на групата и подписват нов договор с „RCA“. На 25 септември излиза новият сингъл „Freedom“. През ноември същата година оригиналните членове Шивон Донъхи, Мутя Буена и Кийша Бюканън сформират триото Мутя Кийша Шивон.
През август 2013 г. Мутя, Шивон и Кийша издават сингъла „Flatline“, чийто видеоклип излиза онлайн, а следващия месец песента е издадена официално и дебютира под номер 50 в Обединеното кралство. По-късно през септември същата година Джейд заяви в интервю, че сегашният състав на „Шугабейбс“ е „приключил с издаването на музика“. Според нея след събирането на Мутя, Кийша и Шивон няма смисъл да продължават. Въпреки че дебютния албум под името „MKS“ е потвърден за пускане в началото на 2014 г., групата прекратява всички обновявания и промоции по-рано през годината.

### 2019-настояще:Реформиране в оригиналния състав и „The Lost Tapes“
На 20 юли 2019 г. Буена обявява във вестник The Sun, че заедно с Донъхи и Бюканън работят по нова музика и имат нов проект, който трябва да бъде реализиран до края годината. През октомври групата потвърждава, че работи върху нова музика и специален проект по случай 20-ата годишнина от издаването на дебютния им албум, но плановете отпадат заради пандемията от COVID-19.
На 11 май 2021 г. излиза преработена версия на сингъла от 2001 г. „Run for Cover“ с участието на MNEK. Същия ден излиза и 20-годишно издание на „One Touch“, което включва неиздавани записи и ремикси, направени от Dev Hynes, Metronomy и други. На 22 юни излиза ремикс на песента „Same Old Story“. През юни 2022 г. е преиздаден сингълът на групата от 2013 г. „Flatline“ с името на „Шугабейбс“, след което тръгват на национално турне. На 24 декември в онлайн пространството излиза осмият албум на групата, озаглавен „The Lost Tapes“. Интересното е, че албумът е записан преди почти 10 години, но никога не е издаван официално.
На 15 септември 2023 г. излиза новия сингъл на групата „When the Rain Comes“ и е първата песен издаден с лейбъла BMG, като се очаква да бъде включена в предстоящия им албум който се очаква да излезе през следващата година.
На 30 август 2024 г. излиза новият им сингъл „Situation“ с A Little Sound който е нов вариант на дебютният им сингъл от 2000 г. „Overload“. На 22 октомври е потвърдено че групата ще тръгне на турне във Великобритания и Европа през 2025 г. През пролетта излизат и два нови сингъла на групата „Jungle“ и „Weeds“

## Други начинания
През април 2007 г. Mattel се обединява с „Шугабейбс“, за да създаде нова тематична колекция кукли Барби която е пусната през май. През септември 2010 г. групата издава свои собствени аромати, наречени „Tempt, Tease and Touch“ („Изкушение, дразнене и докосване“).

## Дискография

### Студийни албуми
- „One Touch“ (2000)
- „Angels with Dirty Faces“ (2002)
- „Three“ (2003)
- „Taller in More Ways“ (2005)
- „Change“ (2007)
- „Catfights and Spotlights“ (2008)
- „Sweet 7“ (2010)
- „The Lost Tapes“ (2022)

### Компилации
- „Overloaded: The Singles Collection“ (2006)
- „Change: Greatest Hits Edition“ (2008)

### Сингли
- „Overload“ (2000)
- „New Year“ (2000)
- „Run for Cover“ (2001)
- „Soul Sound“ (2001)
- „Freak Like Me“ (2002)
- „Round Round“ (2002)
- „Stronger/Angels with Dirty Faces“ (2002)
- „Shape“ (2003)
- „Hole in the Head“ (2003)
- „Too Lost in You“ (2003)
- „In the Middle“ (2004)
- „Caught in a Moment“ (2004)
- „Push the Button“ (2005)
- „Ugly“ (2005)
- „Red Dress“ (2006)
- „Follow Me Home“ (2006)
- „Easy“ (2006)
- „Walk This Way“ (с Гърлс Алауд) (2007)
- „About You Now“ (2007)
- „Change“ (2007)
- „Denial“ (2008)
- „Girls“ (2008)
- „No Can Do“ (2008)
- „Get Sexy“ (2009)
- „About a Girl“ (2009)
- „Wear My Kiss“ (2010)
- „Flatline“ (като Мутя Кийша Шивон) (2013)
- „Flatline“ (преиздание, като „Шугабейбс“) (2022)
- „When the Rain Comes“ (2023)
- „Situation“ (с A Little Sound) (2024)
- „Jungle“ (2025)
- „Weeds“ (2025)

### Промоционални сингли
- „My Love Is Pink“ (2007)
- „Freedom“ (2011)

## Турнета

### Самостоятелни
- „Angels with Dirty Faces Tour“ (2003)
- „Three Tour“ (2004)
- „Taller in More Ways Tour“ (2006)
- „Overloaded: The Singles Tour“ (2007)
- „Change Tour“ (2008)
- „Sacred Three Tour“ (2013, като Мутя Кийша Шивон)
- „Sugababes UK Tour“ (2022 – 2023)
- „Sugababes Australian Tour“ (2023)
- „Sugababes '25“ (2025)

### Други концерти
- „One Night Only at the O2“ (2023)

### Подгряващи
- Blazin' Squad – „UK Tour“ (2002)
- Ноу Ейнджълс – „Four Seasons Tour“ (2002)
- Тейк Дет – „The Ultimate Tour“ (2006)
- Уестлайф – „The Wild Dreams Tour“ (2022)
- Тейк Дет – „Live at Hyde Park“ (2023)

## Продукти

### Аромати
- „Tempt, Tease and Touch“ (2010)